# Кучер, Дмитрий Михайлович
Дмитрий Михайлович Кучер (укр. Дмитро Михайлович Кучер; род. 25 августа 1984, Винница, УССР) — украинский боксёр-профессионал, выступающий в первой тяжёлой весовой категории. Среди профессионалов дважды претендент на титул чемпиона мира по версии IBO (2016, 2018), чемпион Европы по версии EBU (2016) в 1-м тяжёлом весе.

## Профессиональная карьера
14 марта 2009 года Дмитрий дебютировал в профессионалах победив техническим нокаутом в 4-м раунде соотечественника Юрия Билинчука (1-4).

### Бой со Стивом Эрелиусом
27 октября 2012 года вышел на ринг против опытного француза Стива Эрелиуса (21-2-1). И во 2-м раунде Дмитрий послал француза в глубокий нокаут, выбив его за пределы ринга, нанеся ему третье поражение в карьере, и защитив титул чемпиона по версии WBC International Silver в 1-м тяжёлом весе.

### Бой с Илунга Макабу
13 июля 2013 года в Монте-Карло (Монако), в бою за пояс чемпиона по версии WBC Silver уступил решением большинства судей (счёт: 114-114, 114-115, 113-115) опытному конголезцу Илунга Макабу (13-1) и потерпел первое поражение в профессиональной карьере.

### Бой с Билалом Лаггуном
9 октября 2015 года в Генте (Бельгия), в бою за вакантный титул чемпиона Европы по версии EBU в 1-м тяжёлом весе с небитым бельгийцем Билалом Лаггуном (19-0-1) раздельным решением судей (счёт: 114-114, 113-115, 118-112) была присуждена ничья.

### Бой с Энцо Маккаринелли
10 июня 2016 года в Лондоне (Великобритания) победил опытного 36-летнего валлийца Энцо Маккаринелли (41-7) техническим нокаутом в 1-м раунде, и завоевал вакантный титул чемпиона Европы по версии EBU в 1-м тяжёлом весе.

### Чемпионский бой с Марко Хуком
19 ноября 2016 года в Ганновере (Германия), в бою за пояс чемпиона мира по версии IBO уступил единогласным решением судей (счёт: 111-117, 109-119, 111-117) опытному немцу Марко Хуку (39-3-1) и потерпел второе поражение в профессиональной карьере.

### Чемпионский бой с Кевином Лереной
3 марта 2018 года в Кемптон-Парке (ЮАР), вновь в бою за пояс чемпиона мира по версии IBO уступил единогласным решением судей (счёт: 109-119, 109-119, 111-117) опытному южноафриканцу Кевину Лерена (19-1) и потерпел третье поражение в профессиональной карьере.

## Статистика боёв
В таблице перечислены результаты всех поединков боксёров.
В каждой строке указан результат поединка. Дополнительно номер поединка обозначен цветом, который обозначает итог поединка. Расшифровка обозначений и цветов представлена в нижеследующей таблице.
| Пример | Расшифровка                     |
| ------ | ------------------------------- |
|        | Победа                          |
|        | Ничья                           |
|        | Поражение                       |
|        | Планируемый поединок            |
|        | Поединок признан несостоявшимся |
| КО     | Нокаут                          |
| ТКО    | Технический нокаут              |
| PTS    | Решение судей (по очкам)        |
| UD     | Единогласное решение судей      |
| MD     | Решение большинства судей       |
| SD     | Раздельное решение судей        |
| RTD    | Отказ от продолжения боя        |
| DQ     | Дисквалификация                 |
| NC     | Поединок признан несостоявшимся |

| 28 поединков, 24 победы (18 нокаутом), 3 поражения, 1 ничья | 28 поединков, 24 победы (18 нокаутом), 3 поражения, 1 ничья | 28 поединков, 24 победы (18 нокаутом), 3 поражения, 1 ничья | 28 поединков, 24 победы (18 нокаутом), 3 поражения, 1 ничья | 28 поединков, 24 победы (18 нокаутом), 3 поражения, 1 ничья | 28 поединков, 24 победы (18 нокаутом), 3 поражения, 1 ничья | 28 поединков, 24 победы (18 нокаутом), 3 поражения, 1 ничья                                                                                                | 28 поединков, 24 победы (18 нокаутом), 3 поражения, 1 ничья |
| Бой                                                         | Рекорд                                                      | Дата боя                                                    | Соперник                                                    | Место проведения боя                                        | Результат                                                   | Дополнительно |                                                             |
| ----------------------------------------------------------- | ----------------------------------------------------------- | ----------------------------------------------------------- | ----------------------------------------------------------- | ----------------------------------------------------------- | ----------------------------------------------------------- | --- | ----------------------------------------------------------- |
| 28                                                          | 24-3-1                                                      | 3 марта 2018                                                | Кевин Лерена (19-1)                                         | Emperors Palace, Кемптон-Парк, Гаутенг, ЮАР                 | UD (12)                                                     | Бой за титул чемпиона мира по версии IBO (1-я защита Лерены) в 1-м тяжёлом весе. Счёт: 109-119, 109-119, 111-117.                                          |                                                             |
| 27                                                          | 24-2-1                                                      | 19 ноября 2016                                              | Марко Хук (39-3-1)                                          | ТУИ Арена, Ганновер, Нижняя Саксония, Германия              | UD (12)                                                     | Бой за титул чемпиона мира по версии IBO (1-я защита Хука) в 1-м тяжёлом весе. Счёт: 111-117, 109-119, 111-117.                                            |                                                             |
| 26                                                          | 24-1-1                                                      | 10 июня 2016                                                | Энцо Маккаринелли (41-7)                                    | Йорк-холл, Лондон, Великобритания                           | TKO 1 (12), 2:48                                            | Завоевал вакантный титул чемпиона Европы по версии EBU в 1-м тяжёлом весе.                                                                                 |                                                             |
| 25                                                          | 23-1-1                                                      | 9 октября 2015                                              | Билал Лаггун (19-0-1)                                       | Гент, Восточная Фландрия, Бельгия                           | SD (12)                                                     | Бой за вакантный титул чемпиона Европы по версии EBU в 1-м тяжёлом весе. Счёт: 114-114, 113-115, 118-112.                                                  |                                                             |
| 24                                                          | 23-1                                                        | 30 мая 2015                                                 | Бобби Томас мл. (14-3-1)                                    | Florentine Gardens, Голливуд, Калифорния, США               | RTD 1 (8), 3:00                                             | |                                                             |
| 23                                                          | 22-1                                                        | 24 октября 2014                                             | Гален Браун (42-28-1)                                       | Crowne Plaza Hotel, Сан-Диего, Калифорния, США              | RTD 4 (8), 3:00                                             | |                                                             |
| 22                                                          | 21-1                                                        | 13 июля 2013                                                | Илунга Макабу (13-1)                                        | Salle des Étoiles, Монте-Карло, Монако                      | MD (12)                                                     | Бой за вакантный титул чемпиона по версии WBC Silver в 1-м тяжёлом весе. Счёт: 114-114, 114-115, 113-115.                                                  |                                                             |
| 21                                                          | 21-0                                                        | 21 марта 2013                                               | Хулио Сезар Дос Сантос (22-1)                               | Клуб Sportlife, Киев, Украина                               | UD (12)                                                     | Завоевал вакантный титул чемпиона по версии WBC International в 1-м тяжёлом весе. Счёт: 120-108, 120-108, 120-108.                                         |                                                             |
| 20                                                          | 20-0                                                        | 22 декабря 2012                                             | Уилли Херринг (14-11-3)                                     | Hollywood Park, Инглвуд, Калифорния, США                    | UD (8)                                                      | Счёт: 79-73, 78-74, 77-75. |                                                             |
| 19                                                          | 19-0                                                        | 27 октября 2012                                             | Стив Эрелиус (21-2-1)                                       | Клуб Sportlife, Киев, Украина                               | KO 2 (12), 1:30                                             | Защитил титул чемпиона по версии WBC International Silver в 1-м тяжёлом весе. Во 2-м раунде послал француза в глубокий нокаут, выбив его за пределы ринга. |                                                             |
| Бой                                                         | Рекорд                                                      | Дата боя                                                    | Соперник                                                    | Место проведения боя                                        | Результат                                                   | Дополнительно |                                                             |